# Jake T. Austin
Jake T. Austin, född Jake Toranzo-Szymanski den 3 december 1994 i New York, är en amerikansk skådespelare, mest känd för sin roll som Max Russo i Magi på Waverly Place. Han spelar även den engelska rösten som Diego i Nickelodeons barnprogram "Go, Diego, Go!" och har en av huvudrollerna som Jesus Foster i ABC:s nya dramaserie "The Fosters".
Austins far är av polsk och irländsk härkomst medan hans mor har argentinska anor.

## Filmografi
| År   | Titel                               | Roll                 |
| ---- | ----------------------------------- | -------------------- |
| 2006 | Myrmobbaren                         | Nicky (röst)         |
| 2006 | Everyone's Hero                     | Yankee Irving (röst) |
| 2007 | Johnny Kapahala: Back on Board      | Chris                |
| 2009 | The Perfect Game                    | Angel Macias         |
| 2009 | Hotel for Dogs                      | Bruce                |
| 2009 | Magi på Waverly Place               | Max Russo            |
| 2009 | Wizards on deck with Hannah Montana | Max Russo            |
| 2011 | New Year's Eve                      | Seth Anderson        |
| 2011 | Rio                                 | Fernando (röst)      |
| 2014 | Rio 2                               | Fernando (röst)      |
| 2014 | Grantham & Rose                     | Grantham             |
| 2017 | The Emoji Movie                     | Alex (röst)          |

## Television
| År        | Titel                          | Roll         | Övrigt                                  |
| --------- | ------------------------------ | ------------ | --------------------------------------- |
| 2003      | Late Show with David Letterman | Kid 1698     | Gästbesökte den 23 december, 2003       |
| 2005-     | Go, Diego, Go!                 | Diegos röst  | Nickelodeon/ Som Jake Toranzo Szymanski |
| 2007-2012 | Magi på Waverly Place          | Max Russo    | Huvudroll                               |
| 2007      | Disney Channel Games 2007      | Sig själv    | Blåa Laget/Disney Channel               |
| 2008      | Disney Channel Games 2008      | Sig själv    | Röda Laget - Inferno/Disney Channel     |
| 2008      | Studio DC: Almost Live         | Sig själv    | Värd som Jake Austin                    |
| 2013      | The Fosters                    | Jesus Foster |                                         |